# 二草酸根合钯(II)酸盐
二草酸根合钯(II)酸盐是钯的草酸根配合物，含有[Pd(C2O4)2]2−配离子。这类配合物（如K2[Pd(C2O4)2]）不稳定，需要在阴凉处避光储存。

## 制备
二草酸根合钯(II)酸盐可由相应的氯配合物（如K2[PdCl4]）或PdO·1.4H2O和草酸（盐）在水中反应得到：
[PdCl4]2− + 2 C2O42− → [Pd(C2O4)2]2− + 4 Cl−
一些配合物（如Ag2[Pd(C2O4)2]）也可以通过复分解反应制得。